# Zelandobius furcillatus
Zelandobius furcillatus är en bäcksländeart som beskrevs av Tillyard 1923. Zelandobius furcillatus ingår i släktet Zelandobius och familjen Gripopterygidae. Inga underarter finns listade i Catalogue of Life.